# Sport en Grèce
Le sport en Grèce a été très populaire depuis l'antiquité et c'est jusqu'en 1896 qu'il a pris de l'importance dans un certain nombre de disciplines.
Le football en particulier a connu une transformation rapide, avec l'équipe nationale de football grecque remportant le Championnat d'Europe de football 2004 de l'UEFA.
Beaucoup d'athlètes grecs ont également connu un important succès et ont remporté des titres mondiaux et olympiques dans de nombreux sports au cours des années, comme le basket-ball, la lutte, le water-polo, l'athlétisme, l'haltérophilie. Plusieurs sont des stars internationales dans leurs disciplines.
L'organisation réussie des Jeux olympiques et paralympiques de 2004 à Athènes a conduit également à la poursuite du développement de nombreux sports et a conduit à la création de nombreuses infrastructures sportives de classe mondiale dans toute la Grèce et surtout à Athènes.
Les athlètes grecs ont remporté un total de 146 médailles lors des JO, dans 15 sports différents, ce qui place la Grèce parmi les premières nations au monde en termes de classement mondial de médailles par habitant. Malgré cette performance remarquable aux JO d'été, la Grèce n'a jamais remporté de médaille aux JO d'hiver.
La Grèce est avec la France la seule nation à avoir participé à tous les Jeux olympiques modernes depuis leur création en 1896.
La Grèce, en tant que berceau des Jeux olympiques, ouvre toujours le défilé des nations lors des cérémonies d'ouverture. De plus, elle a réussi à remporter le titre de championne d'Europe en football et en basket-ball, un exploit réalisé précédemment uniquement par l'Union soviétique et l'Espagne.

## Disciplines

### Football
Le football est le sport d'équipe le plus populaire en Grèce. Selon le site de la FIFA il y a 359 221  licencié en Grèce. Son organisme national est la Fédération hellénique de football fondé en 1926, qui est membre de la FIFA et de l'UEFA. L'équipe nationale de football grecque accède à la notoriété grâce à l'Euro 2004, quand ils ont été couronnés champions d'Europe ce qui fut l'une des plus grandes surprise de l'histoire du football 
international.

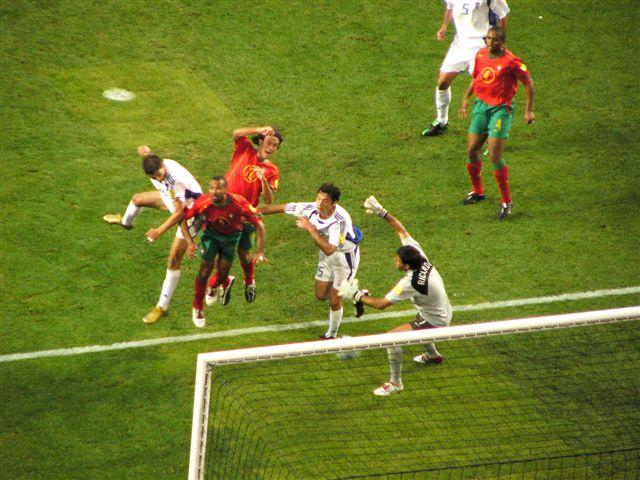
Ángelos Charistéas marquant le but de la victoire en finale de l'euro 2004

Classée 13e dans le monde en 2009, la Grèce s'est qualifiée trois fois pour la Coupe du Monde de la FIFA en 1994, 2010 et 2014, quatre fois pour le Championnat d'Europe de football en 1980, 2004, 2008 et 2012, et une fois pour la Coupe des Confédérations de la FIFA en 2005.
Le championnat national officiel a eu lieu pour une première fois dans la saison 1927-1928. La Super League grecque est maintenant la plus haute ligue professionnelle dans le système de la ligue de football grec. En 2014/2015 Il est actuellement classé 14e au coefficient UEFA, alors qu'il a été placé parmi les dix meilleures ligues en Europe de 1996 à 2006, avec son pic étant la 6e place en 2002 et 2003.
La Coupe de Grèce de football est la principale compétition de coupe nationale, inaugurée dans la saison 1931-1932.
Les deux compétitions ont été dominées par l'Olympiakos, qui a le plus beau palmarès du football grec, suivi par les deux autres grands clubs de football grec le Panathinaikos et l'AEK Athènes.
L'Olympiakos est le seul club à avoir remporté des compétitions de l'UEFA. La Ligue Conférence de l'UEFA 2024 et la ligue des jeunes de l'UEFA au cours de la même saison.

### Basket-ball
La Grèce a une longue tradition de succès en basket-ball, sport très populaire dans le pays.

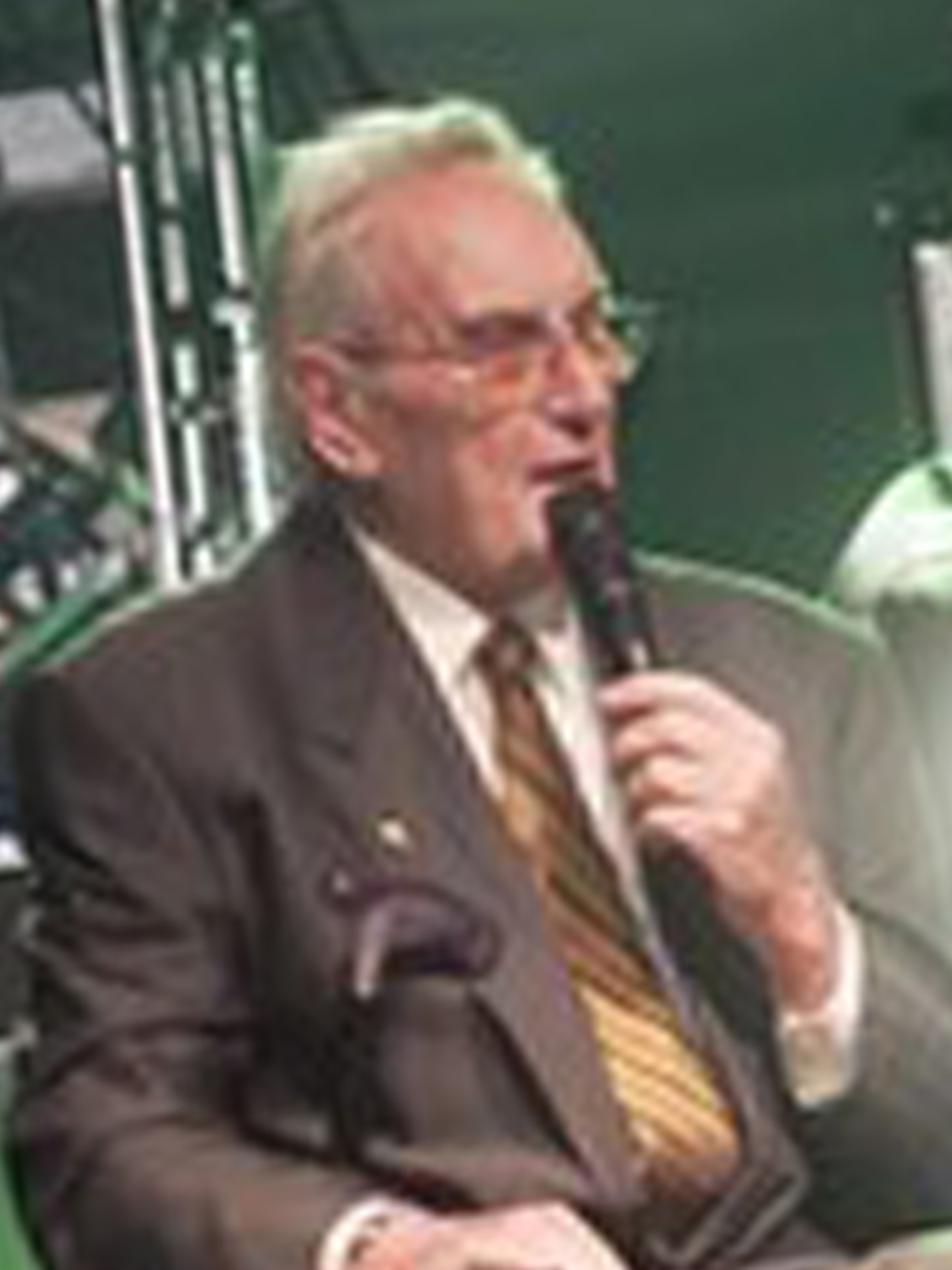
Fédon Matthéou, considéré comme le patriarche du basket-ball grec

La Grèce a été l'un des huit membres fondateurs de la FIBA en 1932. L'équipe de Grèce de basket-ball est considérée comme l'une des meilleures du monde (10e rang ).
Ils ont obtenu la médaille d'argent du Championnat du Monde FIBA 2006 après avoir battu 101-95 les États-Unis de LeBron James, Dwyane Wade, Chris Bosh, Chris Paul, Dwight Howard et Carmelo Anthony en demi-finale du tournoi.
L'équipe de basket-ball grecque a remporté deux fois le titre de champion d'Europe en 1987 et 2005, et a également gagné une médaille d'argent en 1989 et deux médailles de bronze en 1949 et 2009.
Ils ont aussi été classés 5e aux Jeux olympiques à trois reprises. En 1987, la victoire de la médaille d'or a été la première pour une équipe nationale grecque dans un tournoi majeur dans un sport d'équipe, contribuant à la popularité du basket-ball en Grèce.
De plus, les équipes nationales de jeunes de Grèce ont également connu un grand succès en remportant plusieurs titres en championnats du monde et d'Europe.
Le Championnat de Grèce de basket-ball est la ligue professionnelle de basket-ball en Grèce et l'une des plus fortes en Europe, tandis que plusieurs clubs grecs ont remporté des titres européens. En fait, les équipes de basket-ball grecs sont les plus victorieuses dans le basket européen de ces 25 dernières années, après avoir remporté 9 Euroligue depuis la création de l'ère moderne de format Euroligue (fondé en 1988). Alors qu'aucune autre nation n'a remporté plus de 5 championnats Euroleague durant cette période.

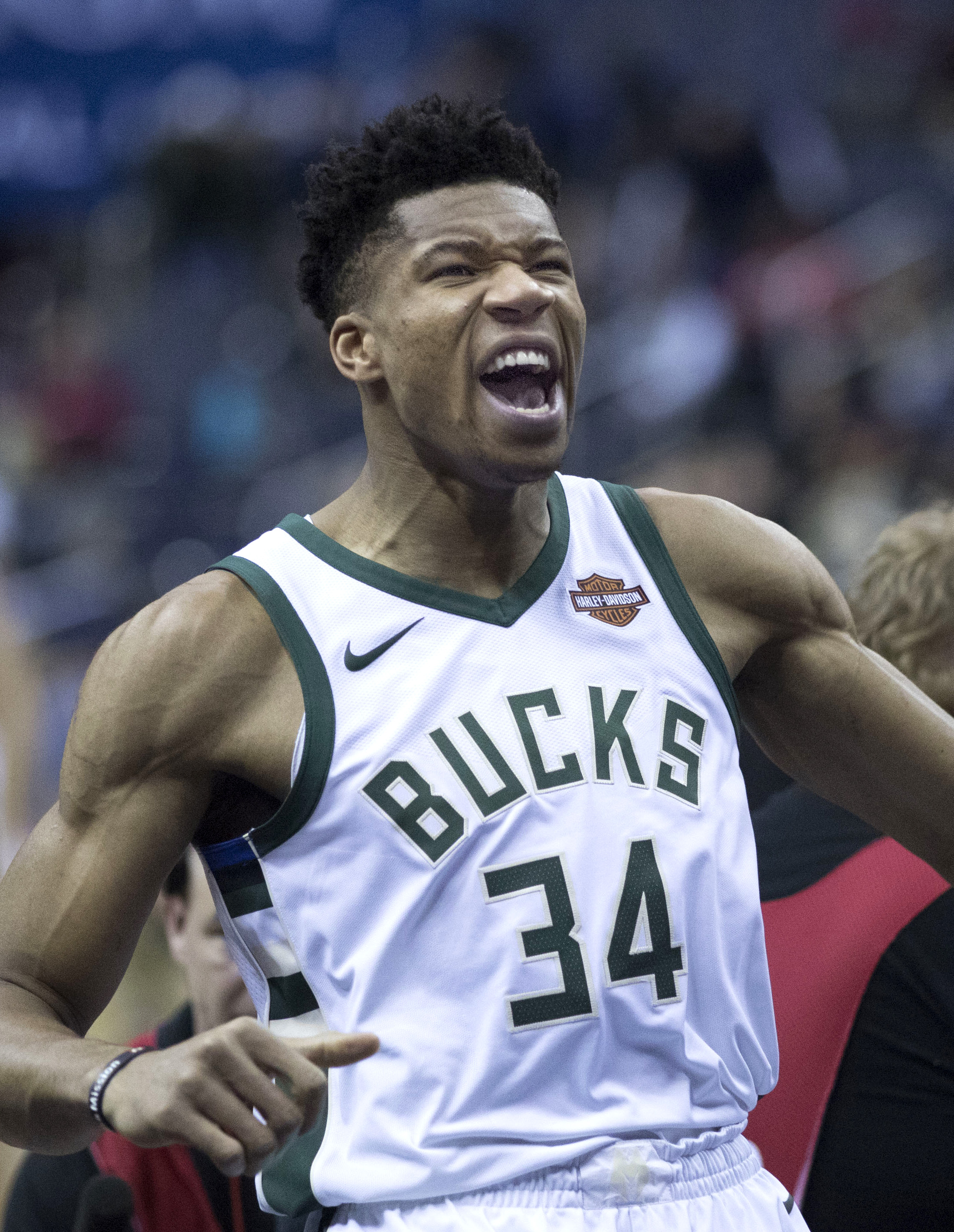
Giannis Antetokounmpo, MVP des saisons NBA 2019 et 2020

L'AEK Athènes était la toute première équipe grecque, non seulement à atteindre une finale de Coupe d'Europe, mais aussi à gagner un titre européen. Le 4 avril 1968, AEK a battu le Slavia Prague par un score de 89-82, à Athènes, devant 80 000 spectateurs.
Le Panathinaikos, est six fois champion d'Europe et l'Olympiakos, trois fois champion d'Europe.
Outre les 9 Euroleagues, les équipes de basket-ball grec (Panathinaikos, Olympiakos, Aris Salonique, AEK Athènes, PAOK, Maroussi) ont gagné 3 Triple Couronnes, 5 Coupes Saporta et 2 Coupes Korać.
En basketball féminin, Athinaïkós ont remporté l'EuroCup.
Un certain nombre de joueurs grecs ont gagné en notoriété par leurs réalisations tels que Níkos Gális, considéré comme l'un des plus grands joueurs de tous les temps dans l'histoire du basket international, Panayótis Yannákis, Panayiótis Fasoúlas, Fánis Christodoúlou, Theódoros Papaloukás, Vasílios Spanoúlis et Dimítris Diamantídis.
Les joueurs grecs ayant joué en NBA sont Efthýmios Rentziás, Vasílios Spanoúlis, Antónios Fótsis, Andréas Glyniadákis, Jake Tsakalídis, Kóstas Papanikoláou, Giánnis Antetokoúnmpo. Anastasía Kostáki et Evanthía Máltsi sont des joueuses professionnelles grecques de basket qui ont joué dans la WNBA.

### Baseball
La Fédération hellénique de baseball a été fondée en 1997 afin de préparer une équipe nationale grecque pour les Jeux olympiques d'Athènes en 2004. En 2000, le championnat grec de Baseball commence. Marousi et Spartakos Glyfadas ont remporté le plus de titres. En 2014, le gouvernement grec a décidé l'abolition de la Fédération hellénique de baseball en raison du faible nombre de clubs actifs dans ce sport.

### Cricket
Le cricket est peu populaire dans la plupart de la Grèce, mais est assez bien implanté à Corfou. Les Britanniques ont importé le sport à Corfou au cours de la domination britannique en Îles Ioniennes. Presque toutes les activités de ce sport ont lieu à Corfou. La Fédération de cricket hellénique et la plupart des clubs du championnat sont situés dans l'île.

### Équitation
Lors des Jeux olympiques d'été de 2004 à Athènes, l'équipe de Grèce d'équitation finit treizième, emmenée notamment par Emmanouéla Athanasiádi. Heidi Antikatzidis (en), Gerta Lehmann (en), Antonis Petris (en), Hannah Roberson-Mytilinaiou (en), Alexandra Sourla (en) et Danai Tsatsou (en) figurent parmi les meilleurs cavaliers du pays. En outre, Athina Onassis est une sportive franco-grecque, la seule descendante survivante de l’armateur grec Aristote Onassis.

### Escrime

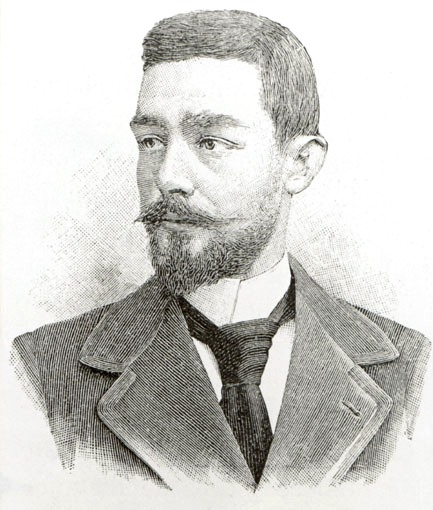
Leonídas Pýrgos, le premier médaillée grec de l'histoire des Jeux olympiques modernes.

L'escrime était populaire en Grèce à la fin du XIXe siècle et au début du XXe siècle. Les escrimeurs grecs ont remporté des médailles olympiques dans les premiers Jeux olympiques d'Athènes. Ce sont Leonídas Pýrgos, Ioannis Georgiadis en or, Tilémachos Karákalos en argent et Periklís Pierrákos Mavromichális en bronze.

### Futsal
Les premiers terrains de futsal sont apparus au début des années 1990 et ont d'abord servis dans un cadre récréationnel. Bientôt, le sport devient plus organisé et le premier championnat officiel se tient à la saison 1997-1998.
Le championnat officiel, la Coupe et les équipes nationales sont régies par la Fédération hellénique de football. Juste après, en 1999, l'Association panhellénique des clubs de futsal (Πανελλήνια Ενωση Ποδοσφαιρικών Σωματείων Σάλας) a été créé. Le championnat se tient avec la participation de dix équipes.

### Handball
Le handball est un sport d'équipe peu populaire.
L'équipe nationale de handball de Grèce a terminé 6e sur 24 équipes dans le Championnat du monde 2005 de handball.
Durant les Jeux olympiques d'été de 2004, la Grèce a terminé 6e.

### Hockey sur gazon

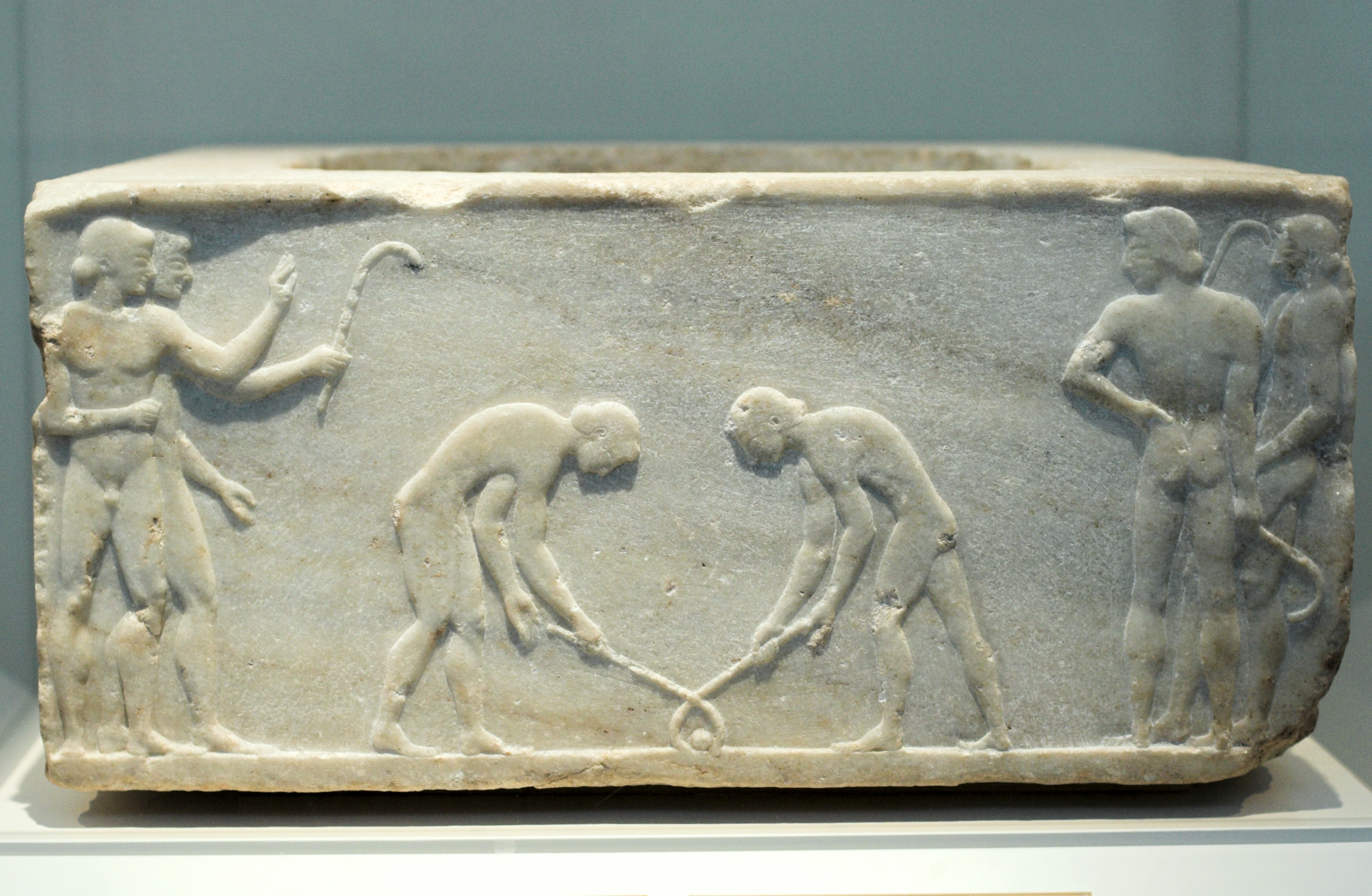
Ancien joueurs de hockey

Il existe une représentation d'un match d'un sport similaire au hockey à partir de 200 av. J.-C. dans la Grèce antique où le jeu peut avoir été appelé "Κερητίζειν" ("kerētízein") parce qu'il a été joué avec une corne ("κέρας" en grec). Malgré cette possible origine ancienne du sport, le hockey sur gazon n'est pas encore populaire dans la Grèce moderne. Il a été introduit dans le pays par le Panathinaikos AO au début du XXe siècle.

### Hockey sur glace
Le hockey sur glace a été importé en Grèce en 1984, par des Grecs expatriés. La Fédération grecque des sports de glace est fondée deux ans plus tard en 1986 et le premier championnat a lieu en 1989. Le sport n'a pas arrêté de faire face à des difficultés en raison de l'insuffisance des patinoires en Grèce. Une équipe nationale est créée en 1990 pour la catégorie junior et deux ans plus tard pour les séniors. Dès leur première participation au championnat du monde 1992 dans la poule C, l'équipe se classe troisième sur six avec trois victoires et deux défaites. L'équipe nationale est dissoute en 2013 par décision de la Fédération internationale de hockey sur glace.
Malgré le fait que la Grèce ne possède aucune patinoire homologué, elle peut compter sur plus de 700 joueurs de hockey sur glace.

### Kick-boxing
Le Kick-boxing en Grèce a produit quelques grands combattants et à ses adeptes.
Mike « Iron » Zambidis est champion de kickboxing poids welter du monde actuel et il est 15 fois champion du monde de kickboxing.
Le Kick-boxing est cependant beaucoup plus populaire parmi les Grecs de la diaspora, en particulier à Melbourne, en Australie, qui a donné de nombreuses légendes du sport, tels que:
- Stan "The Man 'Longinidis, 8 fois champion du monde[15].
- Tosca Petridis, 7 fois champion du monde.
- Arthur « King » Tsakonas, ancien champion du monde[16].
- Ainsi que d'autres grands noms tels que Louie 'The Ice' Iosifidis, Evangelos Goussis, Nick 'Thunderkick' Talakouris.

### Lutte
Les formes de la lutte que nous connaissons aujourd'hui (gréco-romaine et libre) ont trouvé leurs origines dans la Grèce antique.
La Lutte chez les anciens Grecs faisait non seulement partie de l'entraînement d'un soldat, mais aussi de la vie quotidienne. Même dans les temps modernes, la lutte a été l'un des sports olympiques les plus importants en Grèce, qui a produit de nombreux champions olympiques et mondiaux et a donné des moments de gloire pour le pays. La Grèce a remporté 11 médailles aux Jeux olympiques modernes et plusieurs médailles dans les championnats du monde et d'Europe.
Certains des lutteurs grecs les plus importants sont:
Stelios Mygiakis, qui a participé aux Jeux olympiques de 1980 à Moscou et a remporté une médaille d'or en lutte gréco-romaine, dans la catégorie poids plume. Yeóryios Tsítas, qui a remporté une médaille d'argent aux Jeux olympiques d'été de 1896
Petros Galanopoulos, qui a remporté trois médailles aux championnats du monde de lutte de la FILA et deux médailles olympiques, une médaille de bronze aux Jeux olympiques d'été de 1968 et une médaille d'argent aux Jeux olympiques d'été de 1972.
Ioannis Arzoumanidis, deux fois champion du monde de bronze
Artióm Kiouregkián, est un lutteur gréco-arménien, qui a remporté une médaille de bronze aux Jeux olympiques d'été de 2004 à la lutte gréco-romaine.

### Natation
La natation et le plongeon sont deux sports où les athlètes grecs ont obtenu des victoires importantes aux Jeux olympiques, aux Championnats du monde et aux Championnats d'Europe.
Certains nageurs grecs notables sont les champions olympiques du passé Spyrídon Chazápis et Efstáthios Chorafás.
Plus récemment, les grandes figures de la natation grecque sont les champions du monde et d'Europe Romanós Alyfantís, Nery Mantey Niangkouara, Ioánnis Drymonákos, le champion du monde de l'épreuve 50 m dos de 2005 Áris Grigoriádis et le vice-champion du monde Spyrídon Yianniótis. La jeune génération compte comme figures principales Ánna Dountounáki, Andréas Vazaíos, Kristián Goloméev et Apóstolos Chrístou.
Thomás Bímis et Nikólaos Siranídis ont écrit l'histoire en remportant la première médaille d'or de la Grèce en plongeon et la première médaille d'or des Jeux olympiques d'Athènes 2004. La paire de plongeurs est donc devenue très populaire en Grèce.
En natation synchronisée, la grecque Evangelía Platanióti a décroché deux médailles de bronze en solo technique et libre lors des Championnats du monde de natation 2022 à Budapest.

### Sports automobiles
La Grèce organise le rallye de l'Acropole l'un des plus difficiles au calendrier du WRC. Le relief montagneux et les routes escarpé sont un terrain parfait pour des courses de rallye.
Malgré la passion du peuple grec pour la Formule 1 et Moto GP, il n'y a aucune piste de course aux normes pour l'organisation d'un tel événement. Il est supposé qu'une piste sera construite dans un futur proche mais rien n'est encore prévu.
Les pilotes les plus célèbres sont Áris Vovós et Alex Fontana.
En 2017, Jourdan Serderidis est le premier pilote grec à amener un titre international en sport automobile, en remportant le Championnat du Monde WRC Trophy avec son copilote belge Fred Miclotte. 

### Sports nautiques
La Grèce étant bordé par trois mers, la mer Égée, la mer Ionienne et la mer Méditerranée, il n'est pas surprenant que la voile soit un sport populaire. Les athlètes grecs ont remporté plusieurs médailles en voile et en aviron aux Jeux olympiques et aussi de nombreuses médailles d'or lors des championnats européens et mondiaux.
Certains des athlètes grecs les plus célèbres dans les sports de voile et d'aviron sont :
- Níkos Kaklamanákis, médaillé d'or en planche à voile, qui a allumé la flamme olympique lors de la cérémonie d'ouverture des Jeux olympiques d'été de 2004 à Athènes.
- Anastásios Bountoúris, qui a participé aux Jeux olympiques entre 1976 et 1996. Il est le premier Grec à concourir à six Jeux olympiques différents, un exploit jusqu'ici égalé uniquement par le tireur Agathi Kassoumi. Il a remporté une médaille de bronze dans les Jeux olympiques de 1980 avec Anastásios Gavrílis et Aristídis Rapanákis.
- Sofía Bekatórou, qui a participé à plus de 470 compétitions de voile y compris les Jeux olympiques d'été 2004, où elle a remporté la médaille d'or avec sa paire Emilía Tsoúlfa[18]. Elle a également remporté quatre championnats du monde.
- Geórgios Zaïmis, champion olympique, qui, avec Constantin II de Grèce et Ulysse Eskidioglou participé aux Jeux olympiques d'été de 1960 à Rome et a remporté une médaille d'or.
- Vasílios Polýmeros, un rameur grec qui a remporté la médaille de bronze en deux de couple poids léger masculin avec Nikólaos Skiathítis aux Jeux olympiques d'Athènes en 2004, et la médaille d'argent en deux de couple poids léger masculin avec Dimítrios Moúgios aux Jeux olympiques d'été de 2008 à Beijing. Il a également remporté une médaille d'or et 3 médailles d'argent aux championnats du monde.
- Dimítrios Moúgios est un rameur grecque, qui a remporté la médaille d'argent en deux de couple poids léger masculin avec Vasílios Polýmeros aux Jeux olympiques de Pékin en 2008, deux fois champion d'Europe et vice champion du monde.
- Alexándra Tsiávou et Christína Yazitzídou, multiples championnes d'Europe, deux fois championnes du monde (en 2009 et 2011) et médailles de bronze en deux de couple poids légers aux Jeux olympiques d'été de 2012 à Londres.
- Stéfanos Doúskos, rameur d'aviron grec spécialiste du skiff. Il remporte son premier titre d'importance lors des Jeux olympiques de 2020 à Tokyo en décrochant la médaille d'or de la spécialité.

### Tennis

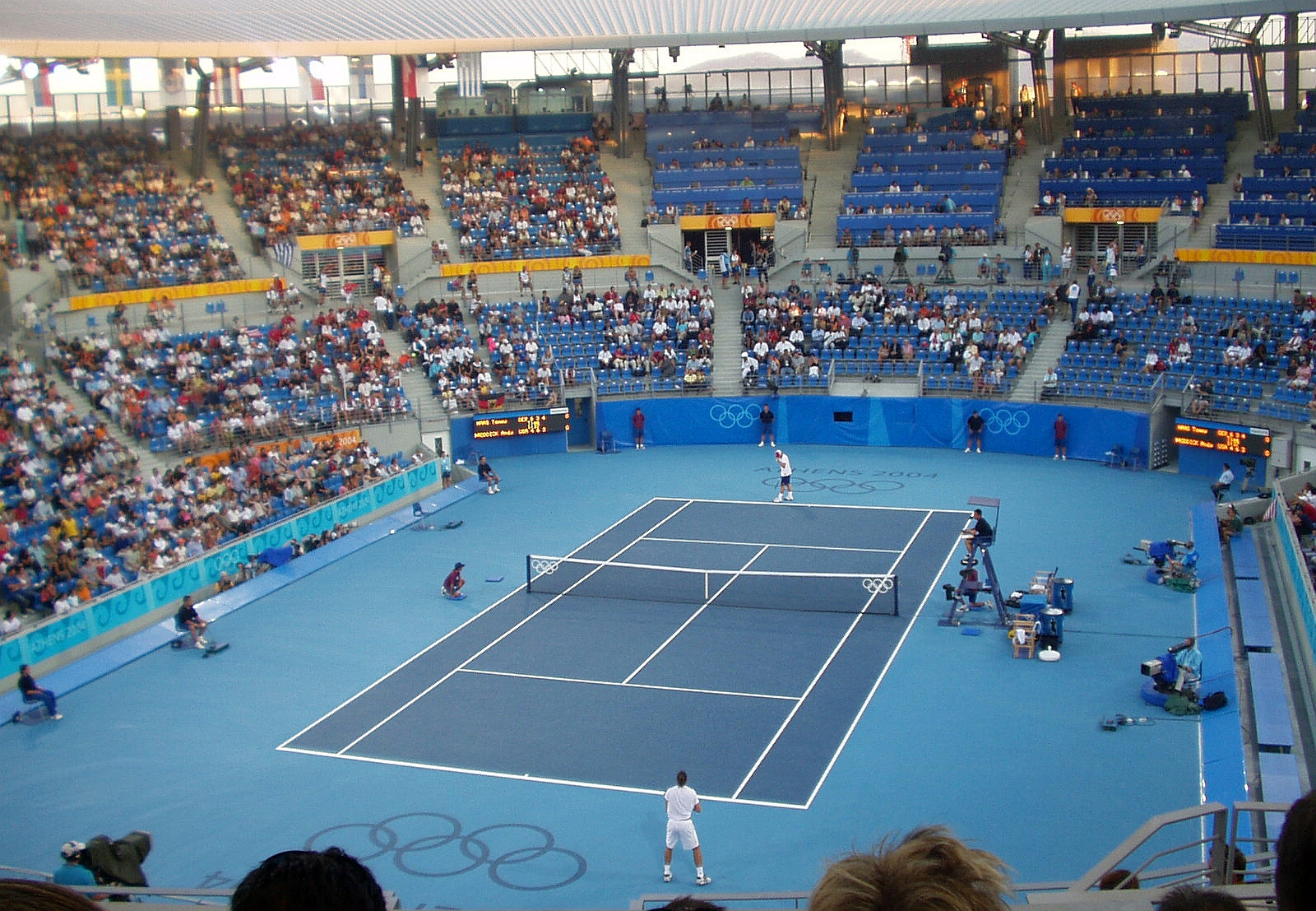
Le centre olympique d’Athènes durant les jeux olympiques

Le tennis s'est particulièrement développé au cours des années 2000. Eléni Daniilídou a remporté 5 titres WTA Tour dans sa carrière. Depuis les années 2010, le tennis grec est porté au plus haut niveau par María Sákkari et Stéfanos Tsitsipás, tous deux ayant atteint la troisième place mondiale des classements WTA et ATP. María Sákkari est la fille de l'ancienne joueuse de tennis Angelikí Kanellopoúlou, 43e mondiale en 1987.
Plusieurs joueurs d'ascendance grecque, comme Pete Sampras et Mark Philippoussis dans le passé et Nick Kyrgios aujourd'hui, sont devenus célèbres dans le monde entier.
La Grèce a également plusieurs autres joueurs au niveau international, comme Konstantínos Iconomídis, Nicky Kalogeropoulos, Ánna Gerasímou et Eirini Georgatou.

### Tir sportif
Le tir sportif fut une discipline très populaire parmi les Grecs à fin du XIXe et début du XXe siècle. Plusieurs tireurs grecs ont remporté de nombreuses médailles olympiques dans les premières Olympiades (Pantelís Karasevdás, Yeóryios Orfanídis, Ioánnis Frangoúdis en or, Panagiotis Pavlidis, Georgios Moraitinis, Iason Sappas, Alexandros Theofilakis, Ioannis Theofilakis, Alexandros Vrasivanopoulos en argent, Nikólaos Trikoúpis, Nikólaos Dorákis, Anastásios Metaxás en bronze).
Depuis le milieu des années 2000, la grecque Ánna Korakáki a atteint l'élite mondiale de la discipline, en décrochant notamment la médaille d'or en pistolet à 25 m aux Jeux olympiques d'été de 2016 à Rio de Janeiro.

### Volley-ball
Le volley-ball est un sport populaire en Grèce, contrôlée par la Fédération hellénique de volley-ball, membre du CEV.
Les principales réalisations de l'équipe masculine de volley-ball sont deux médailles de bronze, l'une dans le Championnat d'Europe de volley-ball et un autre dans la Ligue européenne de volley-ball, une 5e place aux Jeux olympiques et une 6e place dans le Championnat du Monde FIVB.
Le championnat grec, l'A1 Ethniki, est considérée comme l'une des meilleures ligues de volley-ball en Europe et les clubs grecs remporte régulièrement des titres dans les compétitions européennes.
L'Olympiakos est le club de volley-ball le plus titré dans le pays. Ils ont gagné deux final de la Ligue des champions CEV.
Iraklis, Panathinaikos et Orestiada ont également joué des finales dans les tournois continentaux.

### Water-polo

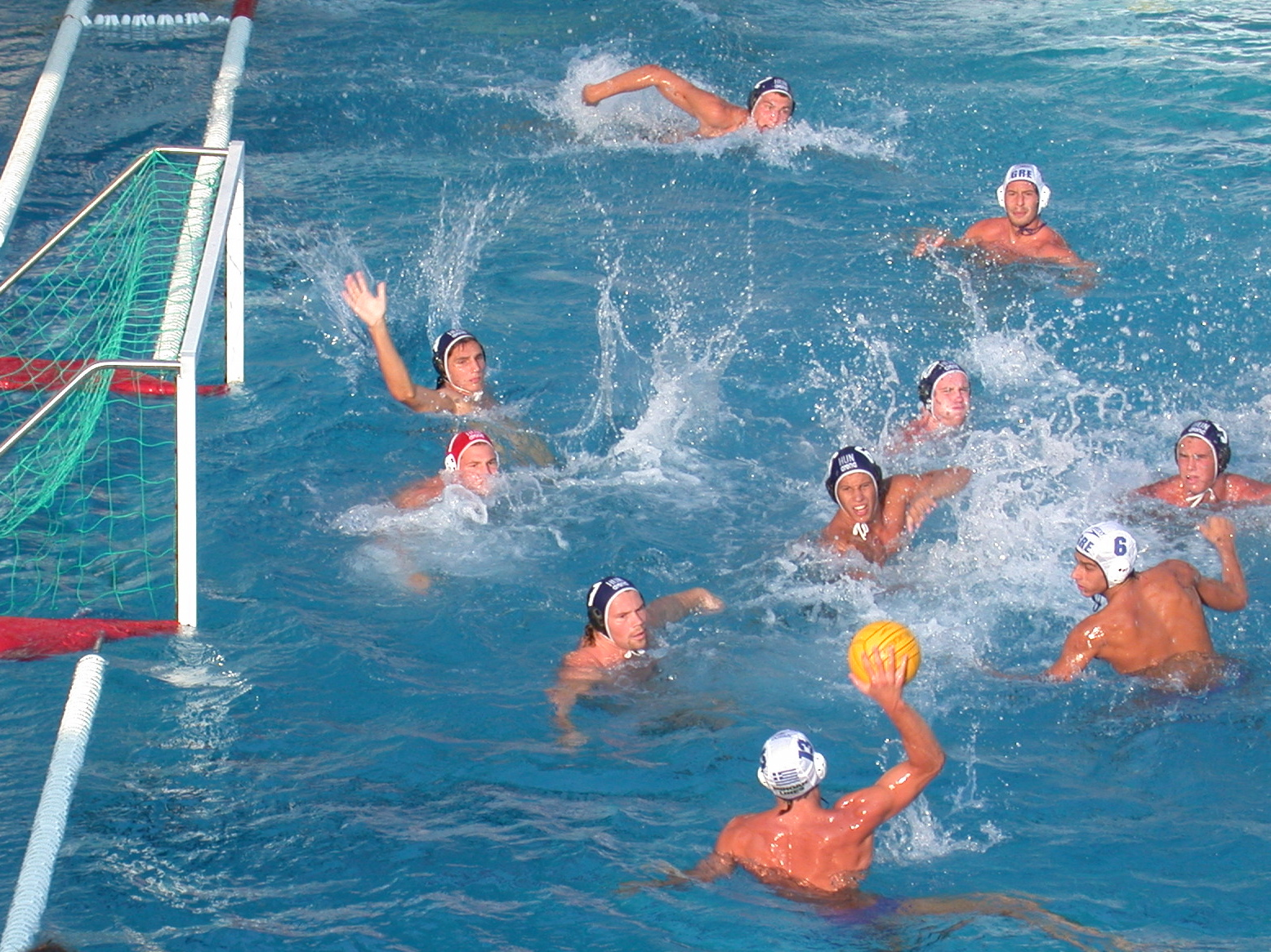
Grèce (blanc) contre la Hongrie (bleu)

La Grèce est considéré comme une bonne nation du water-polo que cela soit pour ses équipes féminines ou masculines. Ses clubs et équipes nationales ont remporté plusieurs compétitions internationales.
L'équipe masculine a remporté une médaille d'argent au championnat du monde FINA en 1997 et une médaille de bronze en 2005, deux médailles de bronze à la ligue mondiale de water-polo en 2004 et 2006.
L'équipe féminine a remporté une médaille d'or au championnat du monde 2011, la médaille d'argent aux Jeux olympiques de 2004, aux championnats européens de 2010 et 2012. Ainsi qu'une médaille d'or et trois médailles de bronze dans la Ligue mondiale de la FINA en 2005, 2007, 2010 et 2012.
Les ligues grecques de water-polo masculine et féminine sont parmi les meilleures ligues européennes.
Dans les compétitions masculines, l'Olympiakos est l'un des plus grands clubs européens de water-polo, ayant remporté un titre LEN Euroligue et une Super Coupe d'Europe en 2002, tout en ayant participé participé à trois autres finales, l'une dans la LEN Euroligue et deux en Coupe des vainqueurs de coupe de LEN.
L'Ethnikos Piraeus, est un autre grand club du pays.
Vouliagmeni remporté la Coupe des Vainqueurs de Coupe LEN en 1997 et ils ont également été finalistes une fois dans le Trophée LEN, comme les clubs de NO Patras et Panionios.
Dans les compétitions féminines, les clubs grecs ont dominé les compétitions européennes des années 2000; Vouliagmeni, trois fois champion d'Europe et vainqueur du Trophée LEN une fois, et Glyfáda, avec deux championnats d'Europe, sont deux des clubs les plus prospères d'Europe.
Ethnikos Piraeus ont également remporté un Trophée LEN.

## Clubs multi-sports
En Attique: Panathinaikos AO, l'Olympiakos CFP, AEK, Panionios, Ethnikos Piraeus, NC Vouliagmeni, Panellinios GS
En Thessalonique: Aris Thessalonique, PAOK, GS Iraklis Thessalonique
À Patras: Panachaiki G.E.
A Larissa: AEL
À Héraklion: OFI Crète
À Ioannina: PAS Giannina